# 北甲北辰宮
北甲北辰宮，是臺灣澎湖縣廟宇，主祀為朱府王爺。日治時期明治32年（1899年）立廟。:10因北辰宮位於媽宮社北甲（今馬公市長安里），當地人則俗稱北甲宮，與東甲北極殿和南甲海靈殿並稱媽宮三大甲頭廟（角頭廟），法師流派為普庵派的「玉皇勅旨雷令支派」。:60–62

## 沿革
臺南南鯤鯓五府千歲曾於清季巡狩澎湖，受到當地居民極為熱烈的擁戴，當時千歲駐蹕，係以闔澎公廟的澎湖天后宮為行臺。天后宮亦同為媽宮三甲（東甲、南甲、北甲）之公廟，居民無不竭誠籌備行臺祭祀事宜。而五府千歲回鑾之後，有媽宮鄉紳黃濟時等二十餘人決議籌備神明會，叩謝神恩，並合資雕塑朱王爺金身輪流奉祀四十餘載。
直到進入日治時代初期，北甲居民於明治32年（1899年）商議立廟，落成後廟名即定為「北辰宮」，當時延請的大木匠師是廣東籍的藍木。
大正七年（1918年）北辰宮受一新社影響開辦鸞堂，名曰「化民社明善堂」。:52-54
大正12年（1923年）澎湖天后宮籌備修建的期間，台廈郊諸紳曾請示北辰宮的朱府王爺，朱王府乩童乃指示由藍木擔綱「大木匠師」一職；而在此之前，藍木主持宮廟修建工程的經驗僅有「北甲北辰宮」。
二戰後，北辰宮經盟軍轟炸，原廟損壞，當地鄉紳於民國36年（1947年）倡議重修，兩年後竣工，此次修建增蓋四垂亭與西廂房。
然則時至民國70年（1981年），舊北辰宮規制狹隘，不敷使用，重建委員會決議將原廟拆除重建，今已改成兩層樓式的水泥建築。

## 圖輯
北辰宮正殿主神皆置於二樓，包括聖旨牌、牆堵壁畫、龍柱與垂花等。此外，北辰宮牆柱皆有澎湖書法名家紀雙抱、吳克文的落款，門神、牆堵與神龕等彩繪則是出自名家黃友謙手筆。

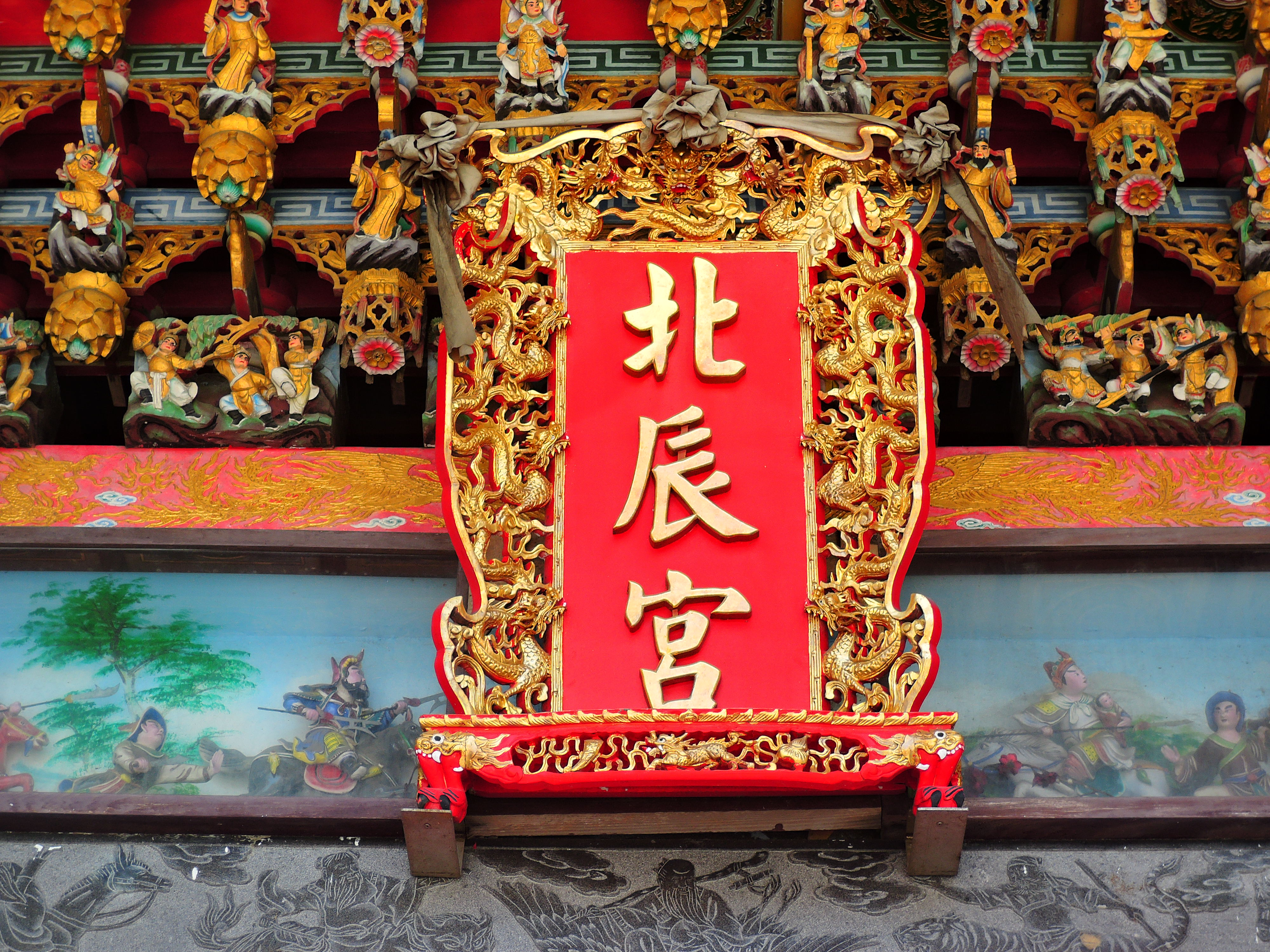
聖旨牌
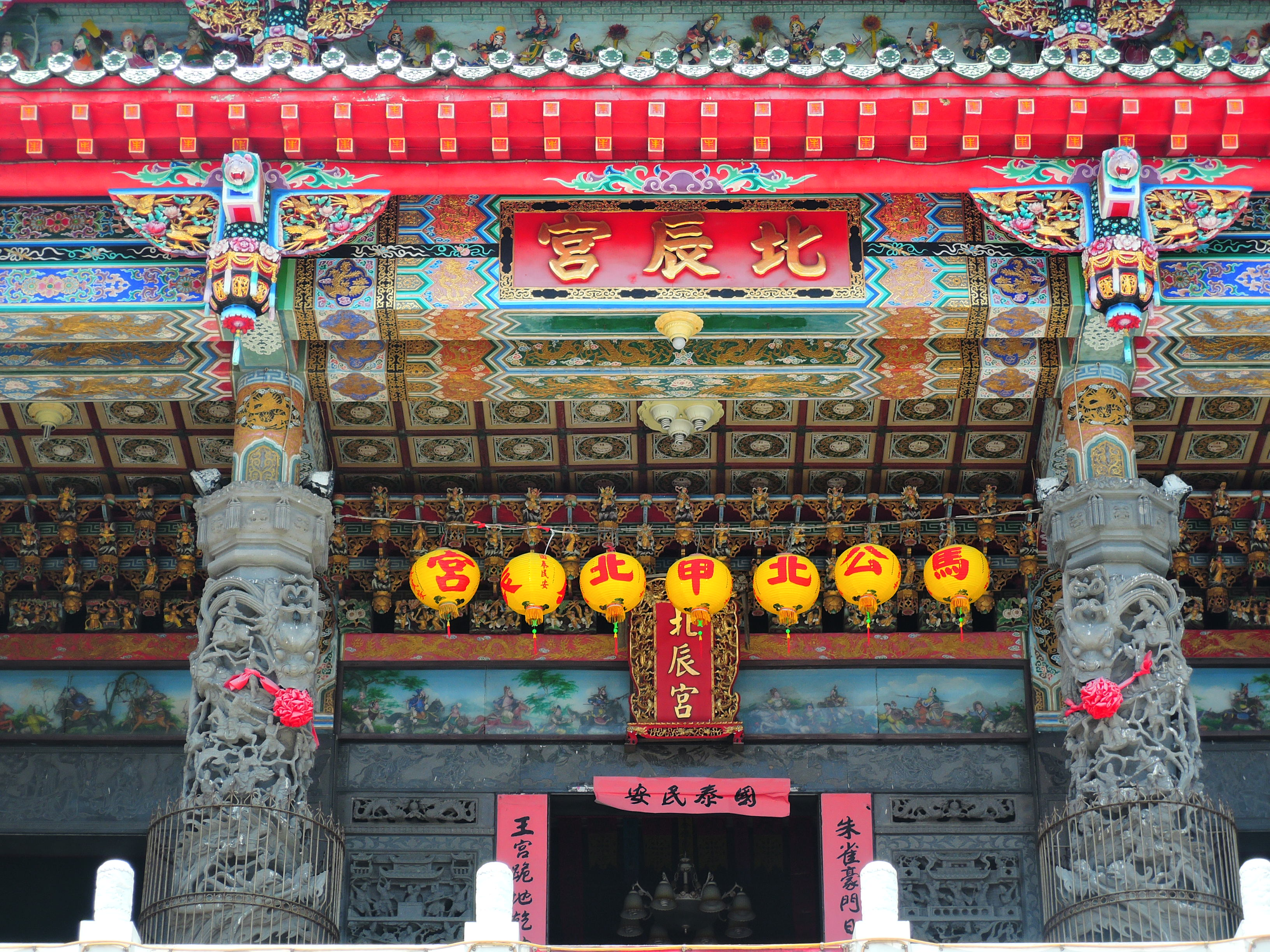
二樓立面
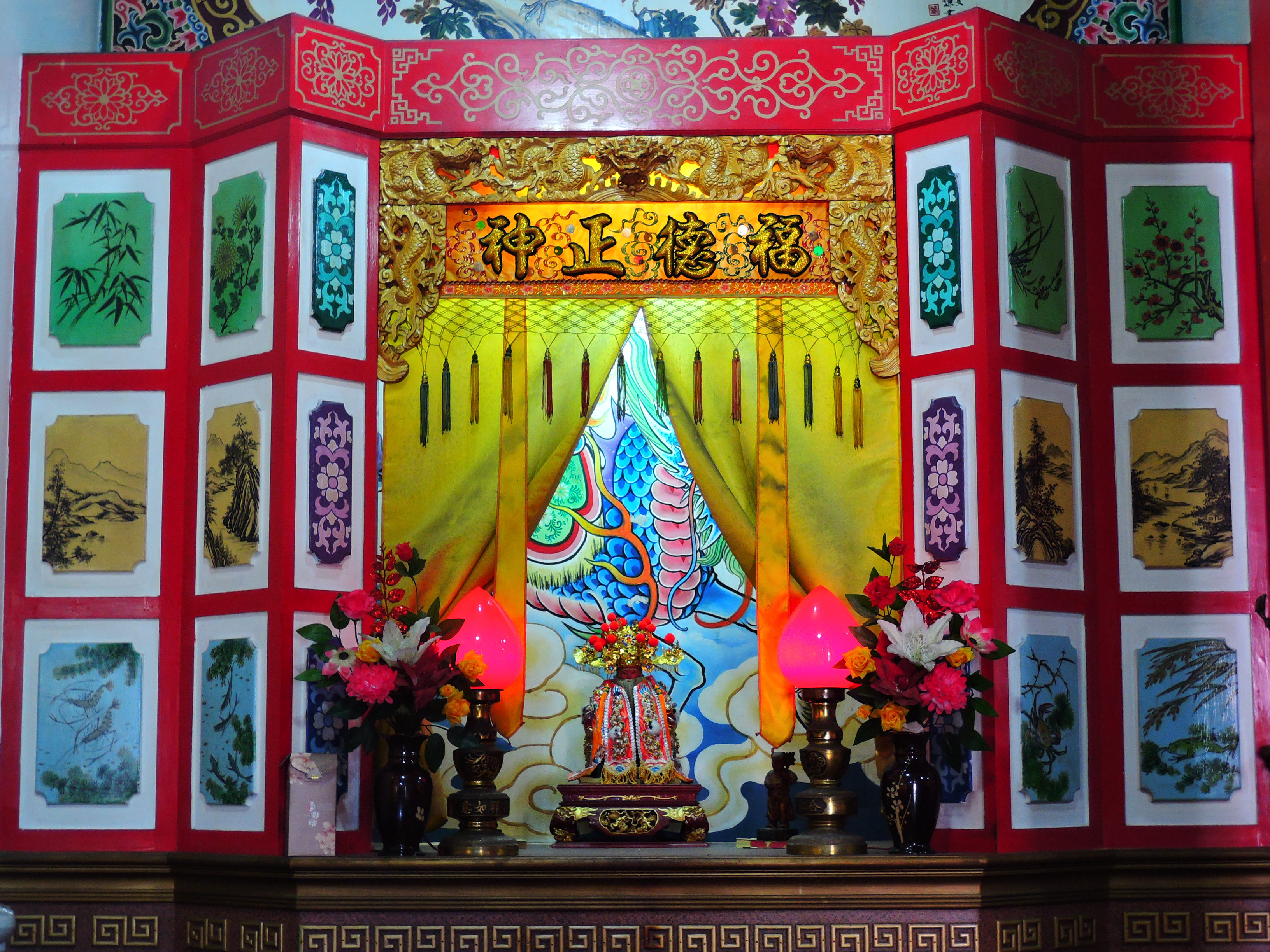
一樓福德正神與彩繪
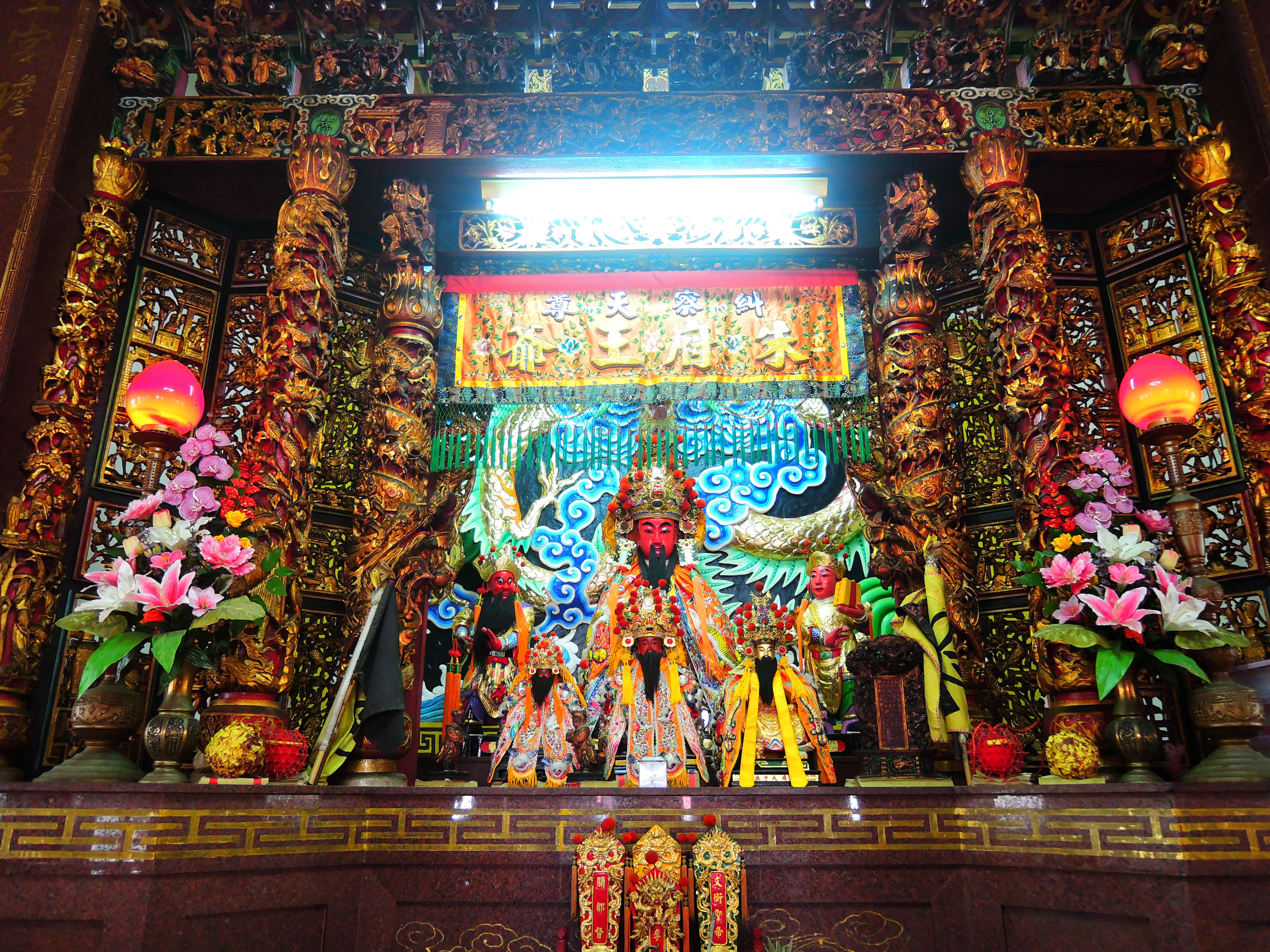
二樓正殿
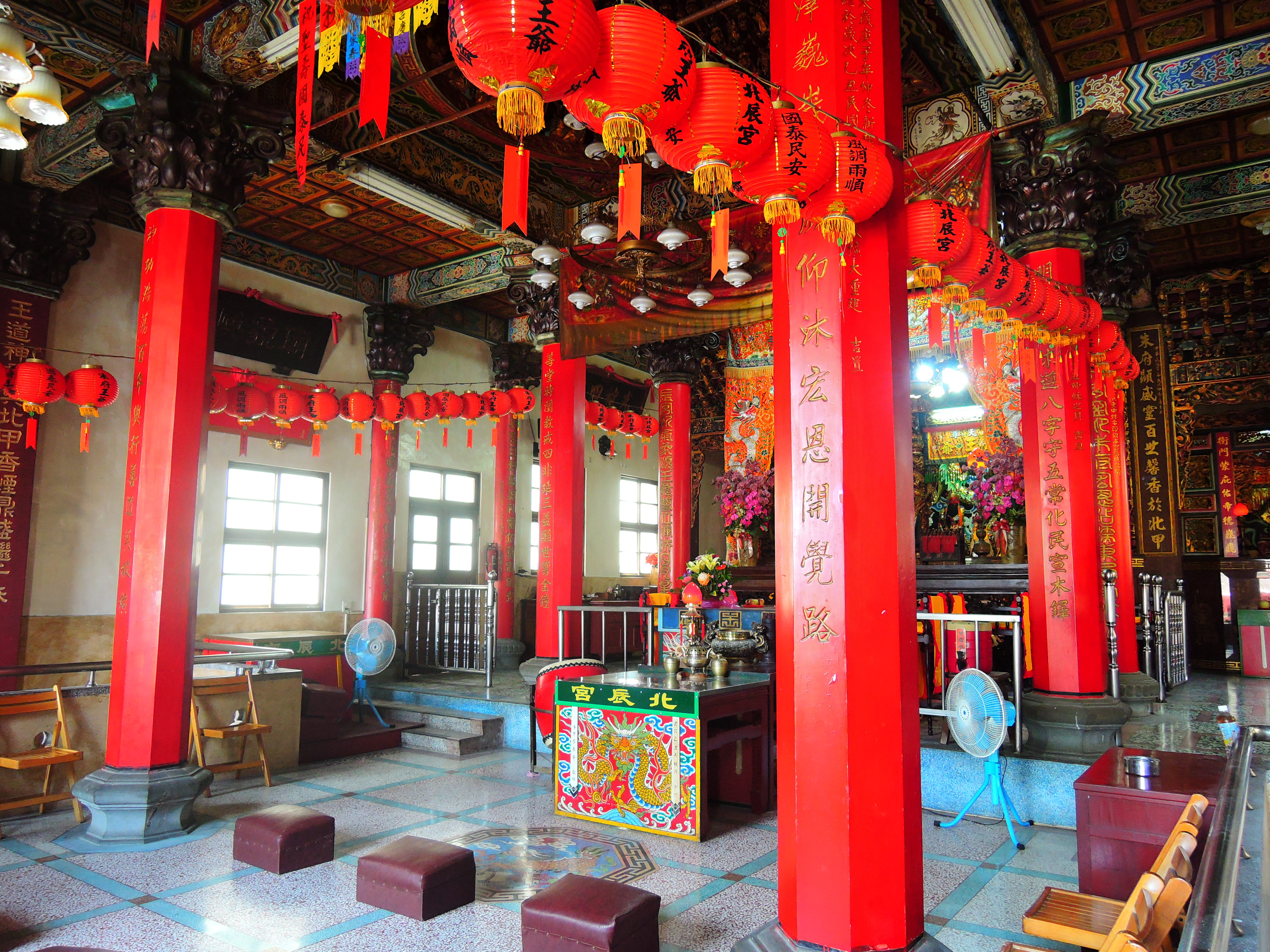
二樓正殿
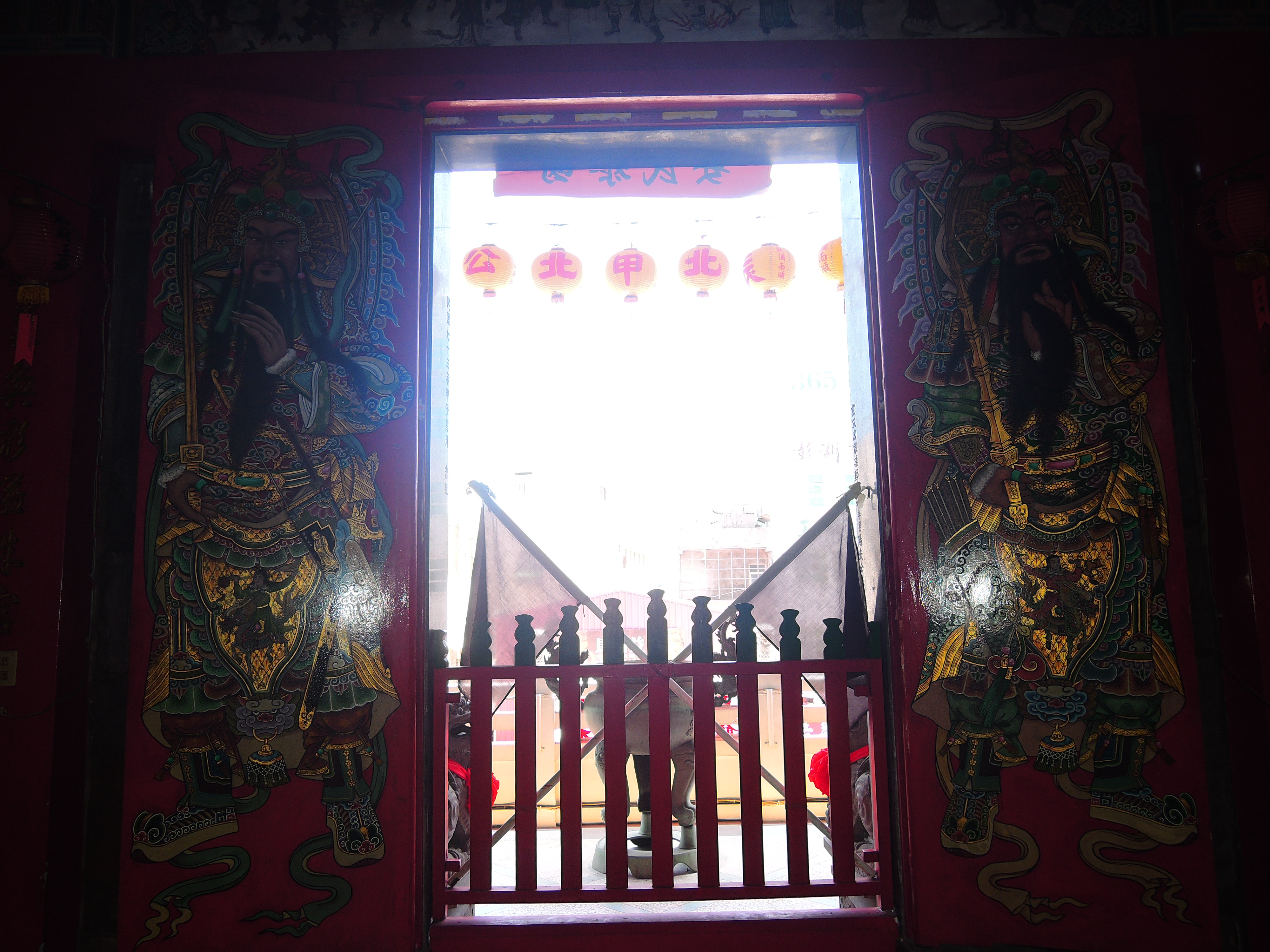
黃友謙敬獻門神
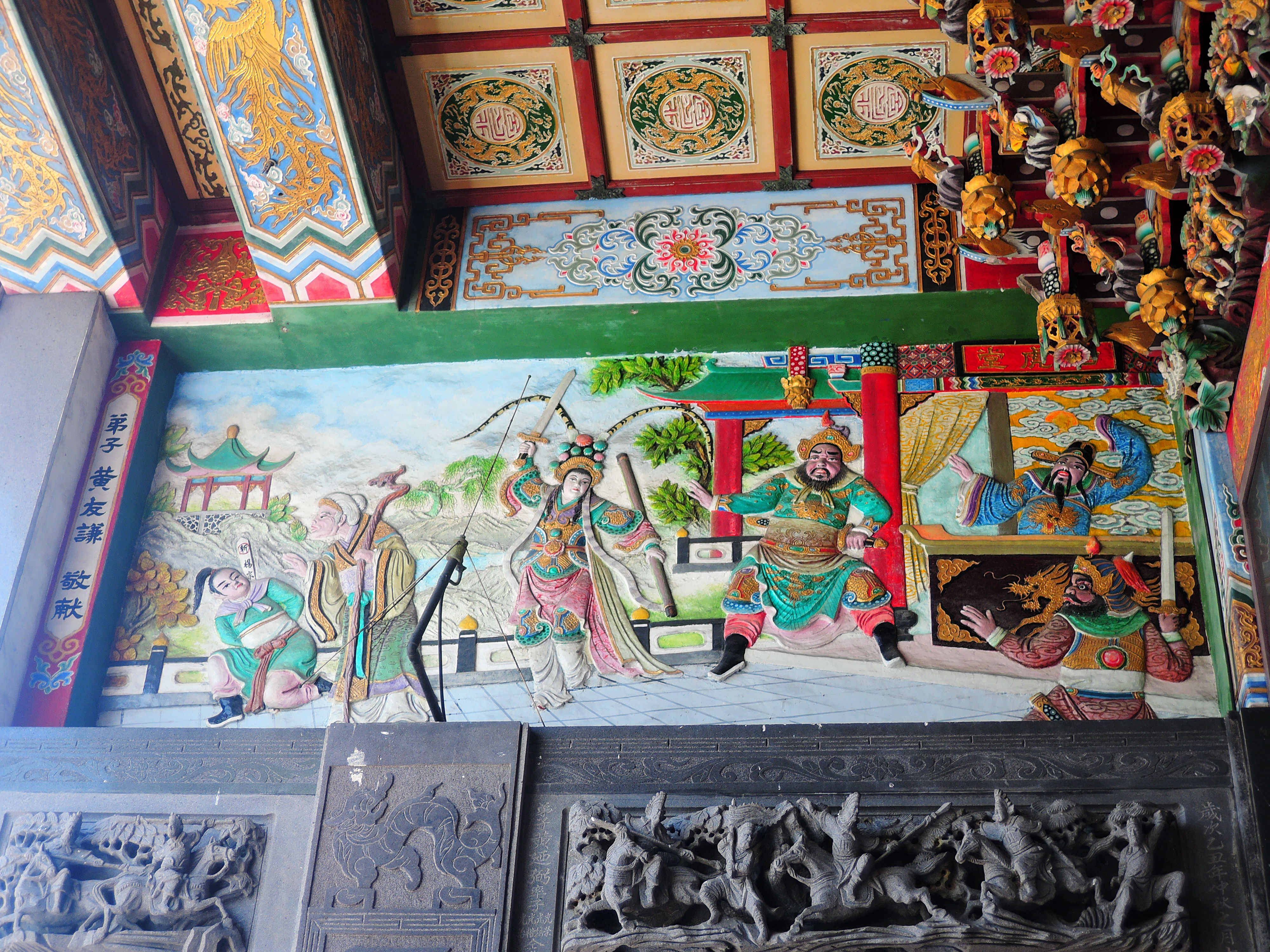
黃友謙敬獻壁畫
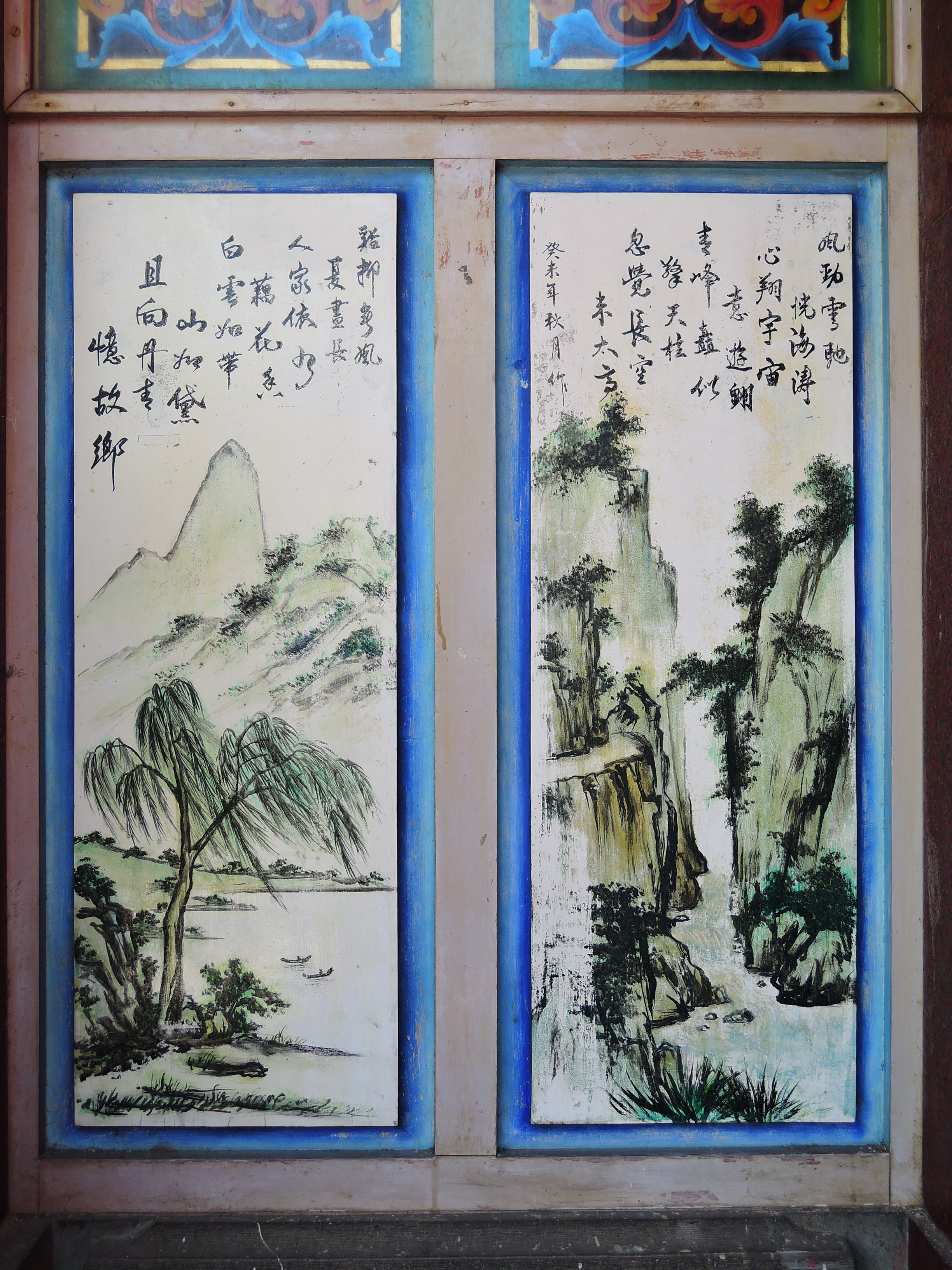
黃友謙敬獻牆堵彩繪